# Billunghi

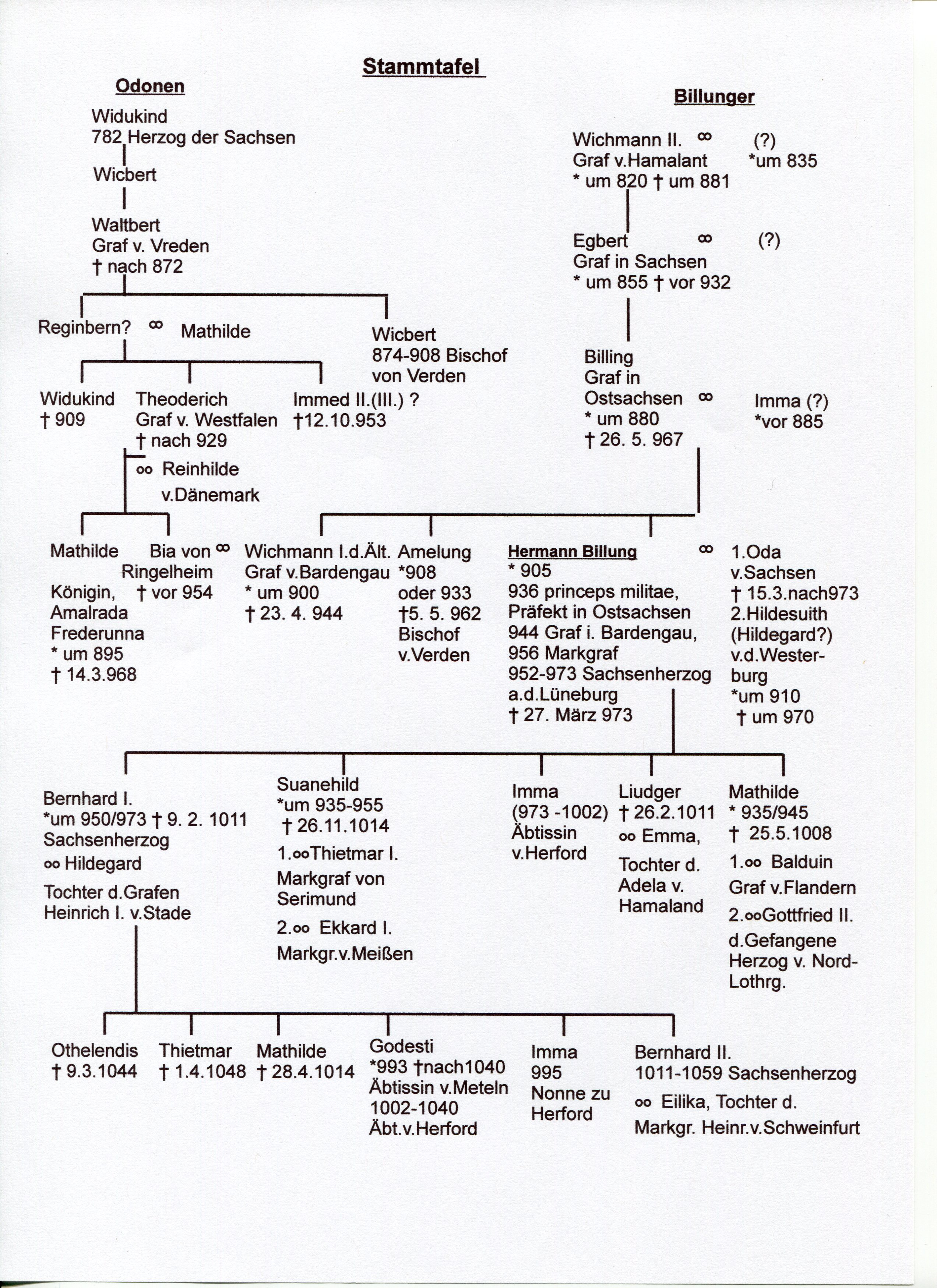
Alberto genealogico dei Billunghi e degli Immedingi sugli Europäische Stammtafeln.

Billunghi (in tedesco: Billunger) fu una casata tedesca, avente territori nella Sassonia, all'epoca unita fra Holstein, Bassa Sassonia e parte della Sassonia-Anhalt.

## Storia
Il primo membro conosciuto della stirpe fu il conte Wichmann, menzionato come Billung nell'811. Anche Oda, moglie del conte Liudolfo di Sassonia, il membro più anziano conosciuto della stirpe Liudolfingia, era una Billung.
Nel X secolo i possedimenti della stirpe erano concentrati nel Bardengau intorno a Luneburgo e controllavano la marca che porta il loro nome. A metà del X secolo, quando i duchi sassoni della stirpe ottoniana erano diventati anche re dei Franchi Orientali, il re Ottone I affidò sempre più la sua autorità ducale a Ermanno Billung. Per cinque generazioni la stirpe dei Billung governò il ducato di Sassonia.
La casata passò alle dinastie Welfen e Ascanide quando il duca Magnus morì nel 1106 senza figli. I beni della famiglia furono divisi tra le sue due figlie: Wulfhilde, che sposò Enrico IX, duca di Baviera, membro della stirpe dei Welfen, e sua figlia Eilika, che sposò Ottone, conte di Ballenstedt, membro della stirpe degli Ascanidi. Di conseguenza, per i decenni successivi il controllo della Sassonia fu conteso tra i Welfen e gli Ascanidi.

## Successione al ducato sassone
- Ermanno, morto nel 973;
- Bernardo I, morto nel 1011;
- Bernardo II, morto nel 1059;
- Ordulfo, morto nel 1072;
- Magnus, morto nel 1106.